# Foot Ball Club Unione Venezia 2013-2014
Questa voce raccoglie le informazioni riguardanti la Foot Ball Club Unione Venezia nelle competizioni ufficiali della stagione 2013-2014.

## Stagione
Nella stagione 2013-2014 il Venezia torna a disputare un campionato del terzo livello (il ventunesimo) dopo la promozione ottenuta nella stagione precedente. Questo è il settimo campionato disputato dal club in Serie C1/Lega Pro Prima Divisione. La squadra, con allenatore Alessandro Dal Canto, viene eliminata al primo turno della Coppa Italia nazionale (6-5) ai tiri di rigore dal Grosseto. Una volta eliminato dalla coppa maggiore subentra in Coppa Italia Lega Pro partendo dalla fase a eliminazione diretta, in cui, dopo aver superato il primo turno (0-1) ai supplementari la SPAL, viene eliminato dalla Cremonese (0-3). Il Venezia arriva al decimo posto in campionato raccogliendo 41 punti nel girone A, ottenendo così l'ammissione alla nuova terza serie. Sono salite in Serie B Entella diretta e Pro Vercelli che ha vinto i Play-off. Con 17 reti il veneziano Riccardo Bocalon ha vinto la classifica marcatori del girone A del campionato di Prima Divisione.

## Divise e sponsor
Lo sponsor tecnico per la stagione 2013-2014 è HS Football, mentre lo sponsor ufficiale è Casinò di Venezia.
| Casa | Trasferta |

## Organigramma societario
Area direttiva
- Presidente: Jurij Korablin

Area tecnica
- Direttore sportivo: Andrea Gazzoli
- Allenatore: Alessandro Dal Canto
- Allenatore in seconda: Marco Zanchi
- Preparatore atletico: Fabio Munzone
- Preparatore dei portieri: Giorgio Sterchele

## Rosa
| N. |                    | Ruolo | Calciatore        |
| -- | ------------------ | ----- | ----------------- |
|    | Italia (bandiera)  | P     | Renato Dossena    |
|    | Italia (bandiera)  | P     | Stefano Fortunato |
|    | Italia (bandiera)  | P     | Mauro Vigorito    |
|    | Uruguay (bandiera) | D     | Cristian Sosa     |
|    | Italia (bandiera)  | D     | Davide Bertolucci |
|    | Italia (bandiera)  | D     | Dario Campagna    |
|    | Italia (bandiera)  | D     | Francesco Cernuto |
|    | Italia (bandiera)  | D     | Vito Di Bari      |
|    | Italia (bandiera)  | D     | Nicola Lancini    |
|    | Italia (bandiera)  | D     | Emanuele Panzeri  |
|    | Italia (bandiera)  | D     | Nicola Pasini     |
|    | Italia (bandiera)  | D     | Marco Pisano      |
|    | Italia (bandiera)  | C     | Matteo Calamai    |
|    | Italia (bandiera)  | C     | Davide Carcuro    |

| N. |                     | Ruolo | Calciatore            |
| -- | ------------------- | ----- | --------------------- |
|    | Italia (bandiera)   | C     | Nicola Capellini      |
|    | Italia (bandiera)   | C     | Salvatore Gallo       |
|    | Italia (bandiera)   | C     | Daniele Giorico       |
|    | Italia (bandiera)   | C     | Federico Maracchi     |
|    | Svizzera (bandiera) | C     | Alessandro Martinelli |
|    | Italia (bandiera)   | A     | Riccardo Bocalon      |
|    | Italia (bandiera)   | A     | Sasha Cori            |
|    | Italia (bandiera)   | A     | Davide D'Appolonia    |
|    | Italia (bandiera)   | A     | Raffaele Franchini    |
|    | Bulgaria (bandiera) | A     | Radoslav Kirilov      |
|    | Italia (bandiera)   | A     | Giovanni Madiotto     |
|    | Italia (bandiera)   | A     | Francesco Margiotta   |
|    | Italia (bandiera)   | A     | Alberto Pescara       |
|    | Italia (bandiera)   | A     | Nicholas Siega        |

## Risultati

### Campionato

#### Girone di andata
| Arbitro: | Pagliardini (Arezzo) |

|                          |           |  |
| Miracoli 28’ Marsura 41’ | Marcatori |  |

| Arbitro: | Ros (Pordenone) |

|                                                           |           |                                   |
| Di Bari 14’ Maracchi 47’ Giorico 49’ Cori 65’ Calamai 87’ | Marcatori | 3’, 83’ Torregrossa 45+1’ Belotti |

| Arbitro: | Rapuano (Rimini) |

|                          |           |              |
| Di Tacchio 9’ Guerra 64’ | Marcatori | 24’ Maracchi |

| Arbitro: | D'Angelo (Ascoli Piceno) |

|                      |           |                |
| Cori 72’ Bocalon 81’ | Marcatori | 59’ Giacomelli |

| Arbitro: | Piscopo (Imperia) |

|  |           |         |
|  | Marcatori | 5’ Cori |

| Arbitro: | Albertini (San Benedetto del Tronto) |

|                 |           |           |
| Cori 38’ (rig.) | Marcatori | 6’ Ekuban |

| Arbitro: | Martinelli (Roma) |

|  |           |                    |
|  | Marcatori | 41’ (rig.) Bocalon |

| Arbitro: | Ceccarelli (Rimini) |

|                     |           |  |
| Serafini 81’ (rig.) | Marcatori |  |

| Arbitro: | Serra (Torino) |

|                      |           |                  |
| Cori 61’ Bocalon 90’ | Marcatori | 18’ De Silvestro |

| Arbitro: | Tardino (Milano) |

|                                   |           |             |
| Fr. Virdis 56’ (rig.), 76’ (rig.) | Marcatori | 90’ Pescara |

| Arbitro: | Sacchi (Macerata) |

|             |           |           |
| Bocalon 89’ | Marcatori | 76’ Erpen |

| Arbitro: | Morreale (Roma) |

|                              |           |  |
| P. Marchi 37’ E. Defendi 38’ | Marcatori |  |

| Arbitro: | Formato (Benevento) |

|                         |           |               |
| Bocalon 19’, 83’ (rig.) | Marcatori | 56’ Draghetti |

| Arbitro: | Ceccarelli (Roma) |

|               |           |                                |
| Brighenti 28’ | Marcatori | 10’ Margiotta 29’, 50’ Bocalon |

| Arbitro: | Albertini (Ascoli Piceno) |

|               |           |  |
| Margiotta 53’ | Marcatori |  |

#### Girone di ritorno
| Arbitro: | Verdenelli (Foligno) |

|  |           |           |
|  | Marcatori | 45’ Magli |

| Arbitro: | Ripa (San Valentino Torio) |

|                 |           |                         |
| Torregrossa 88’ | Marcatori | 73’ Bocalon 90’ Lancini |

| Arbitro: | Piccinini (Forlì) |

|  |           |                         |
|  | Marcatori | 13’ M. Marchi 66’ Moreo |

| Arbitro: | Lanza (Nichelino) |

|                        |           |                |
| Jadid 80’ Maritato 81’ | Marcatori | 50’ Martinelli |

| Arbitro: | Colarossi (Roma) |

|                             |           |                          |
| Margiotta 16’ Bocalon 45+1’ | Marcatori | 53’ D. Ferri 89’ De Vita |

| Arbitro: | Formato (Benevento) |

|             |           |                                                   |
| Bastone 88’ | Marcatori | 18’, 35’ Bocalon 42’ (rig.) Kirilov 65’ Margiotta |

| Arbitro: | Lacagnina (Caltanissetta) |

|          |           |                         |
| Cori 71’ | Marcatori | 59’ Dettori 62’ Cellini |

| Arbitro: | Tardino (Milano) |

|                       |           |  |
| Bocalon 12’, 73’, 84’ | Marcatori |  |

| Arbitro: | Pagliardini (Arezzo) |

|            |           |  |
| Alessi 62’ | Marcatori |  |

| Arbitro: | Guarino (Caltanissetta) |

|          |           |                |
| Sosa 54’ | Marcatori | 41’ Fr. Virdis |

| Arbitro: | Ripa (Nocera Inferiore) |

|             |           |  |
| Fabiano 39’ | Marcatori |  |

| Arbitro: | Morreale (Roma) |

|                                |           |                           |
| Kirilov 21’ Bocalon 43’ (rig.) | Marcatori | 12’ Le Noci 17’ Schenetti |

| Arbitro: | Dei Giudici (Latina) |

|                         |           |                           |
| Cicarevic 54’ Lolli 80’ | Marcatori | 90+1’ (rig.) R. Franchini |

| Arbitro: | Daniele Martinelli (Roma) |

|             |           |  |
| Di Bari 67’ | Marcatori |  |

| Arbitro: | Cifelli (Campobasso) |

|                          |           |                |
| Allievi 41’ Beduschi 73’ | Marcatori | 90+3’ Maracchi |

### Coppa Italia
| Arbitro: | Lanza (Nichelino) |

|                                                            |                      |                                                                    |
| Giovio 27’ Gioè 88’                                        | Marcatori            | 65’ D'Appolonia 78’ Bocalon                                        |
| Scappini Calderoni Colombi Barba S. esposito Som Formiconi | Tiri di rigore 6 – 5 | M. Taddei R. Franchini Marconi Battaglia Giorico Pignat Bertolucci |

### Coppa Italia Lega Pro
| Arbitro: | Giovani (Grosseto) |

|  |           |            |
|  | Marcatori | 102’ Dramé |

| Arbitro: | Proietti (Terni) |

|  |           |                                    |
|  | Marcatori | 22’ Bergamelli 23’, 35’ Abbruscato |